# Arthur Scargill

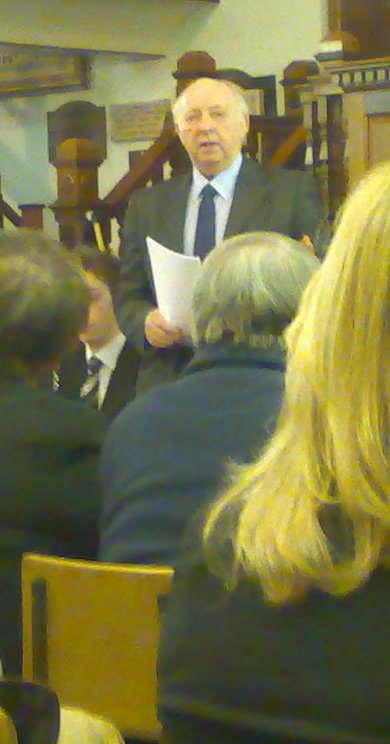
Arthur Scargill

Arthur Scargill (Worsbrough Dale, 11 januari 1938) is een Brits politicus en vakbondsleider. Hij was president van de National Union of Mineworkers (NUM) van 1982 tot 2002. Hij sloot zich in 1957 aan bij de NUM, toen hij 19 jaar oud was. In de jaren 60 werd hij een prominent kaderlid. In 1973 speelde Scargill een belangrijke rol in de mijnwerkersstakingen die de aanleiding waren voor het aftreden van het Conservatieve kabinet van premier Edward Heath in mei 1974. Scargill was de drijvende kracht achter de mijnwerkersstakingen van 1984-85. Dit zou een belangrijke gebeurtenis worden in de arbeidersgeschiedenis en politieke geschiedenis van Groot-Brittannië. De staking van 1984-85 liep uit op een confrontatie met het Conservatieve kabinet van premier Thatcher. De mijnwerkersvakbonden werden uiteindelijk verslagen. Koolwinning verdween toen grotendeels als belangrijkste industrie van Groot-Brittannië.
Als voormalig lid van de Labour Party, is Scargill nu leider van de Socialist Labour Party (SLP). Deze partij richtte hij op in 1996.

## Mijnwerkersstakingen
Op 6 maart 1984 kondigde de Britse regering aan dat ze 20 kolenmijnen zou sluiten. In de toekomst zouden nog eens 70 mijnen worden gesloten. Scargill leidde de vakbonden tijdens de staking van 1984-85. Hij beweerde dat de regering van plan was om de koolindustrie te verwoesten door verlieslijdende mijnen te sluiten. Hij beweerde dat de regering een lijst bijhield van jaarlijks te sluiten mijnen. Dit werd toentertijd ontkend door de regering. Echter, uit documenten die in 2014 werden vrijgegeven bleek dat Scargill gelijk had.
De mijnwerkers waren verdeeld in twee groepen: zij die de stakingen steunden en zij die de stakingen niet steunden. Scargill had echter nooit een stemming gehouden onder vakbondsleden; dit werd gezien als verval van de democratie binnen de vakbonden.
De media typeerden de staking als Scargill's strike ('Scargills staking'). Tegenstanders van Scargill beschuldigden hem van opportunisme. Veel politici, onder wie Labour-leider Neil Kinnock, waren ervan overtuigd dat Scargill een grote fout had gemaakt door de staking in de zomer te houden, in plaats van in de winter.
De staking eindigde op 3 maart 1985, als gevolg van een stemming van de vakbond waarin leden aangaven weer te gaan willen werken. De staking was een bepalende gebeurtenis in de industriële geschiedenis van Groot-Brittannië. De nederlaag tijdens de staking van 1985 werd gezien als een afzwakking van de vakbonden. De gebeurtenissen golden als een grote politieke overwinning voor premier Margaret Thatcher en de Conservatieve regering. De staking werd omschreven als een symbolische strijd: de NUM was een van de sterkste vakbonden van Groot-Brittannië die, volgens velen, verantwoordelijk was voor het aftreden van het kabinet van Edward Heath als gevolg van de staking van 1974. In tegenstelling tot de stakingen tijden de jaren 70 liep de latere staking uit op een mislukking. Het kabinet van Thatcher was in staat gebleken om haar conservatieve begrotingsprogramma door te voeren. De politieke macht van de NUM en de meeste andere Britse vakbonden was sterk teruggedrongen.

## Socialist Labour Party
Scargill stichtte de Socialist Labour Party in 1996. Deze afscheuring van de Labour Party werd geen succes.
Scargill stelde zich tweemaal kandidaat bij algemene verkiezingen. In 1997 stelde hij zich vergeefs tegen Labourkandidaat Alan Howarth, die voordien tot de conservatieve partij had behoord. In 2001 stelde hij zich tegen Peter Mandelson in kiesomschrijving Hartlepool kandidaat, maar behaalde amper 2,4 % van de stemmen. In mei 2009 voerde hij de lijst van zijn partij aan bij de Europese verkiezingen, maar behaalde geen enkele zetel.
Doorheen de jaren is hij steeds maar extremer geworden. In 2003 bracht hij een publieke hulde aan Jozef Stalin.